# كيان كيميائي جديد
الكيان الكيميائي الجديد (NCE) هو، وفقًا لإدارة الغذاء والدواء الأمريكية، دواء جزيئي كيميائي جديد وصغير يخضع لتجارب سريرية أو حصل على موافقة أولية (ليس استخدامًا جديدًا) من قبل إدارة الغذاء والدواء في أي تطبيق آخر. تم تقديمه بموجب المادة 505 (ب) من القانون الفيدرالي للأغذية والأدوية ومستحضرات التجميل.
الكيان الجزيئي الجديد (NME) هو مصطلح أوسع يشمل كلا من NCE أو NBE (الكيان البيولوجي الجديد).

## التعريف
الجزء النشط هو جزيء أو أيون، باستثناء الأجزاء الملحقة بالجزيء التي تسبب أن يكون الدواء إسترًا أو ملحًا (بما في ذلك الملح الذي يحتوي على هيدروجين أو روابط تنسيقية) أو مشتقات غير تساهمية أخرى (مثل معقد أو مخلب أو clathrate) للجزيء المسؤول عن الفعل الفسيولوجي أو الدوائي للمادة الدوائية.
إن NCE هو جزيء طورته الشركة المبتكرة في مرحلة اكتشاف الأدوية المبكرة، والذي يمكن ترجمته بعد خضوعه للتجارب السريرية إلى دواء يمكن أن يكون علاجًا لبعض الأمراض. يعد تخليق NCE الخطوة الأولى في عملية تطوير الدواء. بمجرد الانتهاء من تجميع NCE، يكون أمام الشركات خياران أمامها. يمكنهم إما إجراء التجارب السريرية بأنفسهم أو ترخيص NCE لشركة أخرى. وفي الخيار الأخير، يمكن للشركات تجنب العملية المكلفة والطويلة للتجارب السريرية، حيث ستقوم الشركة المرخص لها بإجراء المزيد من التجارب السريرية ومن ثم إطلاق الدواء. ستكون الشركات التي تتبنى هذا النموذج من الأعمال قادرة على تحقيق هوامش ربح عالية لأنها تحصل على دفعة ضخمة لمرة واحدة مقابل NCE بالإضافة إلى الدخول في اتفاقية مشاركة الإيرادات مع الشركة المرخص لها.
وبموجب قانون تعديلات إدارة الغذاء والدواء لعام 2007، يجب أولاً مراجعة جميع الكيانات الكيميائية الجديدة من قبل لجنة استشارية قبل أن تتمكن إدارة الغذاء والدواء من الموافقة على هذه المنتجات.